# Giulia Tofana
Giulia Tofana (n.  ?, Palermo, Italia – d. 1651, Roma, Statele Papale) (scris și Toffana, Tophana,Tophania) a fost o creatoare de otrăvuri din Italia. Era faimoasă pentru faptul că vindea otravă cunoscută sub numele de Aqua Tofana (despre care se presupune că a fost inventată de Thofania d'Adamo, posibil mama sa) femeilor care doreau să-și ucidă soții.

## Biografie

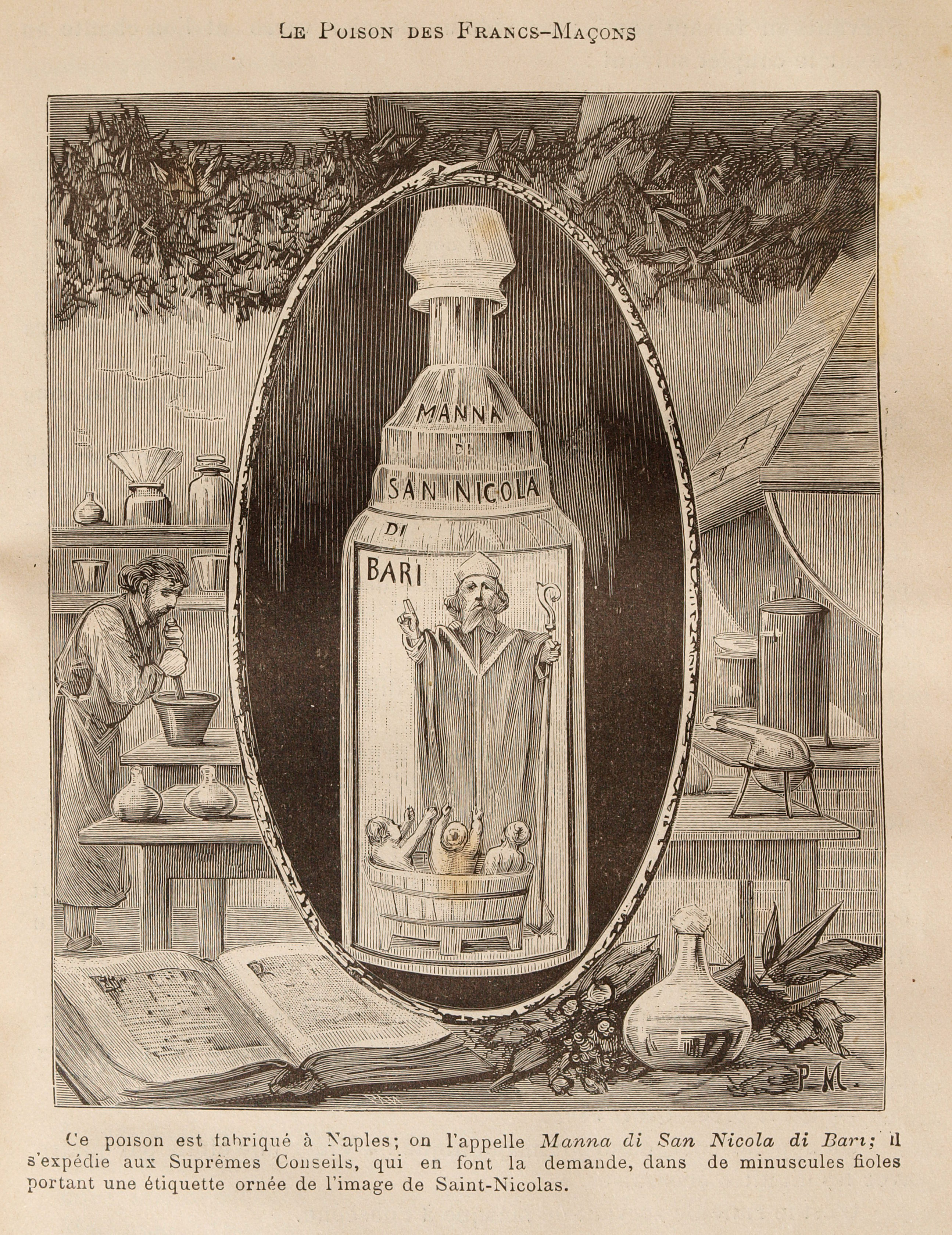
Otrava „Manna di San Nicola” (Aqua Tofana), gravură de Pierre Méjanel.

Informațiile privind originea Giuliei Tofana sunt limitate. Se crede că s-a născut în Palermo, iar unele surse sugerează că numele ei ar deriva de la Thofania d’Adamo, otrăvitoare din același oraș, executată pe 12 iulie 1633 pentru utilizarea Aqua Tofana – un preparat pe bază de arsenic. Potrivit unor relatări, Giulia Tofana s-ar fi refugiat la Roma, unde ar fi organizat o rețea de otrăvire destinată femeilor care doreau să scape de soți abuzivi sau incomozi. Se presupune că această rețea, activă în anii 1650, era formată din șase femei, printre care și Girolama Spara, care ar fi preluat activitatea după moartea Giuliei. Implicarea sa directă nu este însă confirmată. Singurele execuții documentate pentru activități de otrăvire au fost cele ale Thofaniei d'Adamo în 1633 și ale Girolamei Spara în 1659 (despre care se crede că ar fi fost fiica Giuliei Tofana).

## Moartea
Potrivit unor surse istorice, Giulia Tofana a murit în somn în 1651, fără ca activitățile sale de otrăvire să fie descoperite.
Confuzia dintre activitățile sale și cele ale altor otrăvitoare din acea perioadă a generat relatări alternative, potrivit cărora ar fi murit în 1659, 1709 sau 1730. Unele variante susțin că ar fi găsit refugiu într-o mănăstire, unde a continuat să producă și să distribuie otravă până când a fost descoperită, executată, iar trupul său ar fi fost aruncat peste zidul bisericii care îi oferise adăpost.

## Legături externe
- en A Blast From the Past, 6 April 2015.